# ريد دان (فلم 1984)
ريد دان او الفجر الأحمر (بالإنجليزية: Red Dawn) فيلم أمريكي من نوع حركي، أُنتج عام 1984 لشركة ميترو غولدوين ماير، أنتجه جون ميليوس، والمخرج كيفن رينولدز.

## حبكة
يتحدث الفيلم عن قيام الاتحاد السوفيتي لغزو الأراضي الأمريكية بحيث احتلوا مناطق الري وقيامهم بمحاولة قتل الطلبة الأمريكيين، لذلك قام الشباب الأمريكيين بإعلان المقاومة ضد العدو السوفيتي.

## وصلات خارجية

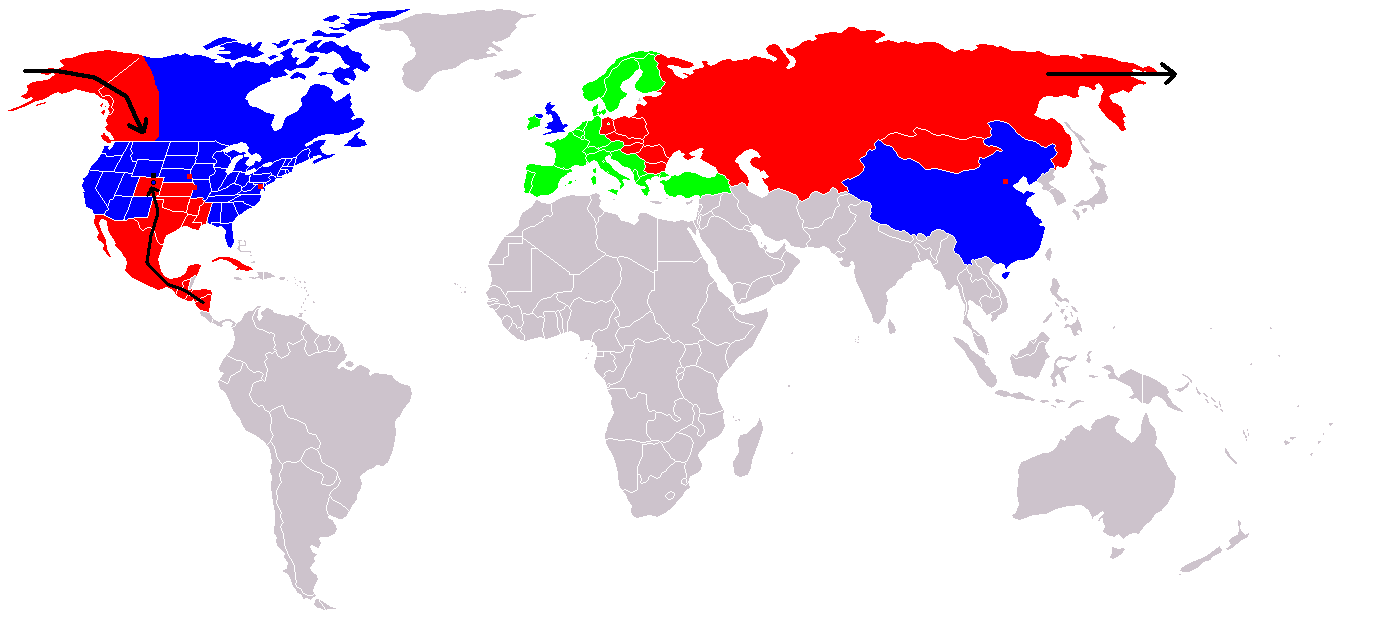
علامة تساوي تقريبا map of the events described in the movie:
Blue: The الولايات المتحدة and its allies كندا، the المملكة المتحدة and the الصين.
Red: The الاتحاد السوفيتي and its allies كوبا and نيكاراغوا.
Green: The دولة حيادية countries of أوروبا الغربية.
The arrows show the invasion routes, and the red dots show the cities that were destroyed by سلاح نووي which are واشنطن العاصمة، Omaha (نبراسكا), Kansas City (ميزوري) and بكين (الصين).

- مقالات تستعمل روابط فنية بلا صلة مع ويكي بيانات